# SN 2003gj
SN 2003gj – supernowa typu Ia-pec odkryta 30 czerwca 2003 roku w galaktyce NGC 7017. W momencie odkrycia miała maksymalną jasność 17,70m.